# Asian Five Nations 2013
Asian Five Nations 2013 (z powodów sponsorskich HSBC Asian 5 Nations 2013) – szósta edycja corocznego turnieju organizowanego pod auspicjami ARFU dla pięciu najlepszych azjatyckich męskich reprezentacji rugby union. Turniej odbywał się od 20 kwietnia do 18 maja 2013 roku. Tytułu broniła reprezentacja Japonii, która w poprzednich pięciu edycjach wygrała wszystkie mecze.
Wraz z turniejem Dywizji 1 służył jednocześnie jako etap kwalifikacji do Pucharu Świata w 2015.
Grająca w odmłodzonym składzie Japonia nie dała szans rywalom, ponownie we wszystkich czterech spotkaniach odnosząc bonusowe zwycięstwa. Do Dywizji 1 przegrawszy wszystkie mecze została relegowana reprezentacja Zjednoczonych Emiratów Arabskich, którą w Asian Five Nations 2014 zastąpił powracający do elity zwycięzca Dywizji 1 – zespół Sri Lanki.
Najwięcej przyłożeń zdobył Koreańczyk Kim Gwong-min (8), w klasyfikacji punktowej zwyciężył natomiast jego rodak Oh Youn-hyung (68).

## System rozgrywek
Rozgrywki prowadzone były systemem kołowym. Każda z drużyn spotkała się raz z każdym przeciwnikiem, łącznie rozgrywając cztery mecze – dwa u siebie i dwa na wyjeździe. Z uwagi na nieparzystą liczbę zespołów podczas każdej kolejki jeden z nich pauzował. Zwycięzca meczu zyskiwał pięć punktów, za remis przysługiwały trzy punkty, porażka nie była punktowana, a zdobycie przynajmniej czterech przyłożeń lub przegrana nie więcej niż siedmioma punktami premiowana była natomiast punktem bonusowym.

## Uczestnicy
W zawodach uczestniczyło pięć reprezentacji.
| Reprezentacja                | Miejsce w 2012    | Stadiony                                     |
| ---------------------------- | ----------------- | -------------------------------------------- |
| Japonia                      | 1.                | Level-5 Stadium Chichibunomiya Rugby Stadium |
| Korea Południowa             | 2.                | Ansan Wa Stadium                             |
| Hongkong                     | 3.                | Hong Kong Football Club Stadium              |
| Zjednoczone Emiraty Arabskie | 4.                | Al Ain Rugby Club The Sevens                 |
| Filipiny                     | awans z Dywizji 1 | Rizal Memorial Stadium                       |

## Mecze

### Runda 1
| 20 kwietnia 201314:00 | Japonia | 121:0(43:0) | Filipiny | Level-5 Stadium, Fukuoka |
| 20 kwietnia 201314:00 |         | 121:0(43:0) |          | Level-5 Stadium, Fukuoka |

| 20 kwietnia 201316:00 | Hongkong | 53:7(27:7) | Zjednoczone Emiraty Arabskie | Hong Kong Football Club Stadium, Hongkong |
| 20 kwietnia 201316:00 |          | 53:7(27:7) |                              | Hong Kong Football Club Stadium, Hongkong |

### Runda 2
| 26 kwietnia 201317:00 | Zjednoczone Emiraty Arabskie | 10:75(10:34) | Korea Południowa | Al Ain Rugby Club, Al-Ajn |
| 26 kwietnia 201317:00 |                              | 10:75(10:34) |                  | Al Ain Rugby Club, Al-Ajn |

| 27 kwietnia 201316:00 | Hongkong | 0:38(0:14) | Japonia | Hong Kong Football Club Stadium, Hongkong |
| 27 kwietnia 201316:00 |          | 0:38(0:14) |         | Hong Kong Football Club Stadium, Hongkong |

### Runda 3
| 4 maja 201314:00 | Japonia | 64:5(40:0) | Korea Południowa | Chichibunomiya Rugby Stadium, Tokio Widzów: 7000 |
| 4 maja 201314:00 |         | 64:5(40:0) |                  | Chichibunomiya Rugby Stadium, Tokio Widzów: 7000 |

| 4 maja 201319:00 | Filipiny | 20:59(10:14) | Hongkong | Rizal Memorial Stadium, Manila |
| 4 maja 201319:00 |          | 20:59(10:14) |          | Rizal Memorial Stadium, Manila |

### Runda 4
| 10 maja 201320:00 | Zjednoczone Emiraty Arabskie | 3:93(0:41) | Japonia | The Sevens, Dubaj |
| 10 maja 201320:00 |                              | 3:93(0:41) |         | The Sevens, Dubaj |

| 11 maja 201312:00 | Korea Południowa | 62:19(41:5) | Filipiny | Ansan Wa Stadium, Ansan |
| 11 maja 201312:00 |                  | 62:19(41:5) |          | Ansan Wa Stadium, Ansan |

### Runda 5
| 18 maja 201312:00 | Korea Południowa | 43:22(12:6) | Hongkong | Ansan Wa Stadium, Ansan |
| 18 maja 201312:00 |                  | 43:22(12:6) |          | Ansan Wa Stadium, Ansan |

| 18 maja 201319:00 | Filipiny | 24:8(12:5) | Zjednoczone Emiraty Arabskie | Rizal Memorial Stadium, Manila Widzów: 5700 |
| 18 maja 201319:00 |          | 24:8(12:5) |                              | Rizal Memorial Stadium, Manila Widzów: 5700 |